# Liste der Kulturdenkmäler in Koxhausen
In der Liste der Kulturdenkmäler in Koxhausen sind alle Kulturdenkmäler der rheinland-pfälzischen Ortsgemeinde Koxhausen aufgeführt. Grundlage ist die Denkmalliste des Landes Rheinland-Pfalz (Stand: 27. Juni 2022).

## Einzeldenkmäler
| Bezeichnung                                       | Lage                       | Baujahr | Beschreibung | Bild                           |
| ------------------------------------------------- | -------------------------- | ------- | --- | ------------------------------ |
| Bildstock                                         | Burgstraße, bei Nr. 3 Lage | um 1900 | Bildstock; Nische mit wohl seriell gefertigter Pietà, um 1907 | Fotos hochladen                |
| Katholische Pfarrkirche St. Cosmas und St. Damian | Seibertstraße 5 Lage       | 1836    | dreiachsiger Saalbau 1836, Architekt Baumeister Ney, Bollendorf, 1922 Erweiterung um zwei querhausartige Achsen, Chor mit Sakristeianbau, wohl auch Westturm; mit Ausstattung | weitere Bilder Fotos hochladen |